# ジフェニルブタジエン
ジフェニルブタジエン(Diphenylbutadiyne)は、化学式(C6H5C2)2の炭化水素である。ジインに分類され、フェニルアセチレンのグレーサー反応により合成できる。他の合成方法も開発されている。
ジフェニルブタジエンは、様々な遷移金属アルキン錯体を形成する。1つの例として、有機ニッケル錯体(C5H5Ni)4C4(C6H5)2がある。